# Божидар Григоров
Божидар Иванов Григоров, наричан от феновете Боби Григ, е бивш футболист, нападател.
По време на кариерата си играе предимно за Славия София. С националния отбор участва на финалите на две Световни първенства - Мексико'70 и Германия'74. Определен е за Футболист на годината за 1976. Притежава отлични физически качества, като централен нападател проявява организаторски способности и постига резултатност в играта.

## Кариера
Григоров започва кариерата си в Орлин (Пирдоп). През 1967 г. преминава в Славия София, където играе 12 сезона. В елита има 301 мача и 128 гола. В европейските клубни турнири има 13 мача и 3 гола (в УЕФА) с белия екип. Полуфиналист за КНК през 1967 г. За А националния отбор има 7 мача и 2 гола. Носител на Купата на България за 1975 и финалист през 1972 г. Вицешампион през 1967 и бронзов медалист през 1970, 1973 и 1975 г. Балкански клубен финалист и носител на Купа Интертото през 1977 г. Завършил ВИФ „Георги Димитров“. „Заслужил майстор на спорта“ (1975 г.).
След прекратяването на състезателната си дейност става треньор в Детско-юношеската школа на Славия. Президент е на Славия от 1989 до 1993 г.

## Успехи
Национални
- А група:
  -  Вицешампион (1): 1967
    -  Бронзов медалист (3): 1970, 1973, 1975
- Купа на Съветската армия:
  -  Носител (1): 1975
    - Финалист (1): 1972

Международни
- Балканска клубна купа:
  -  Финалист (1): 1977
- Купа Интертото:
  -  Носител (1): 1977
- Купа на носителите на купи (КНК):
  - Полуфиналист (1) 1967

Лични
- Футболист №1 на България (1): 1976

| Мачове и голове в националния отбор' | Мачове и голове в националния отбор' | Мачове и голове в националния отбор' | Мачове и голове в националния отбор' | Мачове и голове в националния отбор' | Мачове и голове в националния отбор' | Мачове и голове в националния отбор' |
| #                                    | Дата                                 | Град                                 | Отбор                                | Резултат                             | Голове                               | Турнир                               |
| 1971                                 | 1971                                 | 1971                                 | 1971                                 | 1971                                 | 1971                                 | 1971                                 |
| ------------------------------------ | ------------------------------------ | ------------------------------------ | ------------------------------------ | ------------------------------------ | ------------------------------------ | ------------------------------------ |
| 1.                                   | 7 септември 1971                     | Мюнхен, ФРГ                          | ФРГ                                  | 1:3                                  | 0                                    | приятелски                           |
| 1974                                 |                                      |                                      |                                      |                                      |                                      |                                      |
| 2.                                   | 31 март 1974                         | Залаегерсег, Унгария                 | Унгария                              | 1:3                                  | 0                                    | приятелски                           |
| 3.                                   | 14 април 1974                        | Рио де Жанейро, Бразилия             | Бразилия                             | 0:1                                  | 0                                    | приятелски                           |
| 4.                                   | 8 май 1974                           | София, България                      | Турция                               | 5:1                                  | 1                                    | Балканска купа                       |
| 1977                                 |                                      |                                      |                                      |                                      |                                      |                                      |
| 5.                                   | 11 януари 1977                       | Алжир, Алжир                         | Aлжир                                | 1:1                                  | 0                                    | приятелски                           |
| 6.                                   | 23 януари 1977                       | Сао Паоло, Бразилия                  | Бразилия                             | 0:1                                  | 0                                    | приятелски                           |
| 7.                                   | 13 април 1977                        | София, България                      | Дания                                | 3:1                                  | 0                                    | приятелски                           |